# Karl August Deinhard

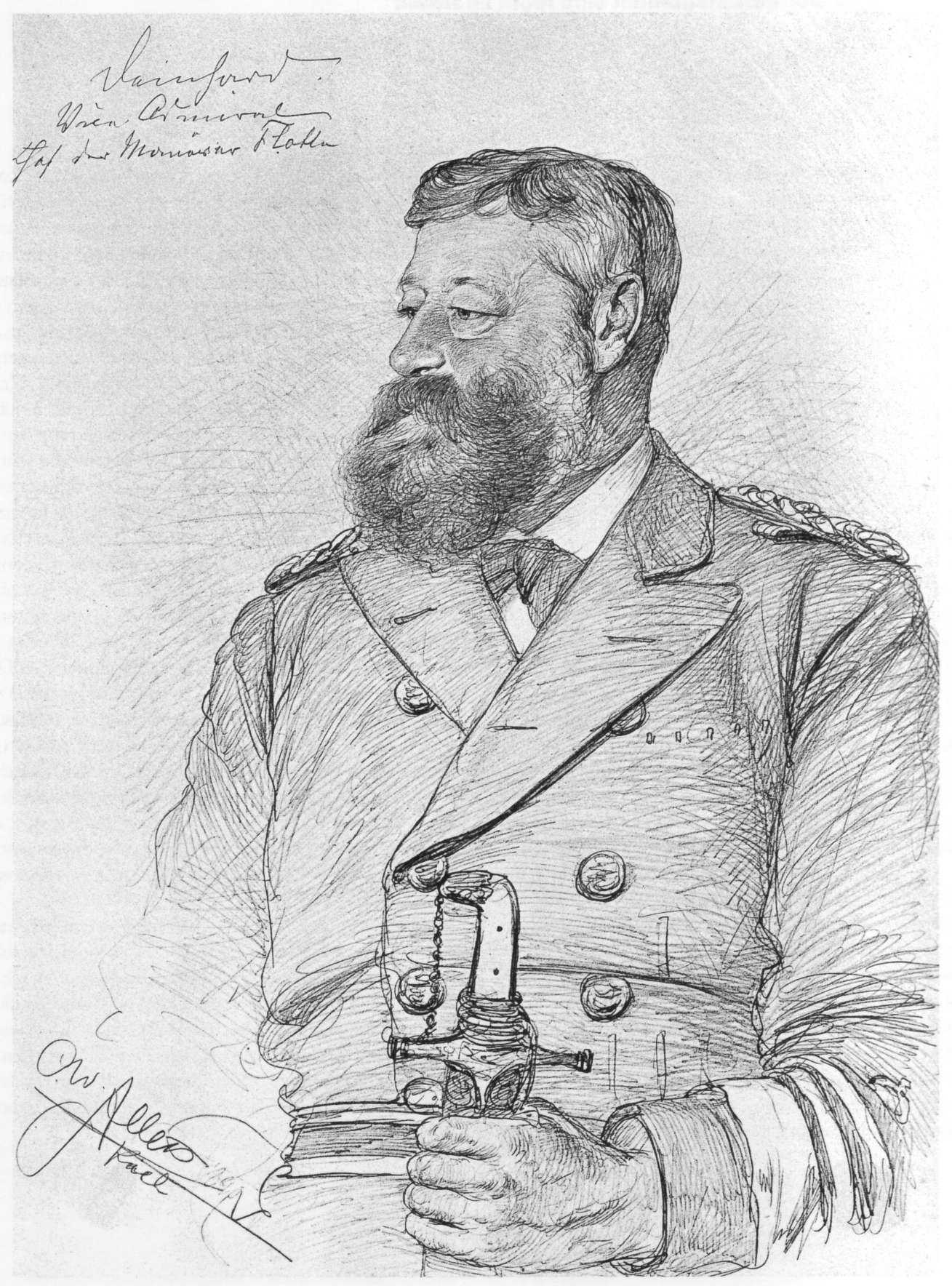
Deinhard (1890),
Zeichnung von C. W. Allers

Karl August Deinhard (* 2. Februar 1842 in London; † 4. Oktober 1892 in Wilhelmshaven) war ein deutscher Vizeadmiral der Kaiserlichen Marine.

## Leben

### Herkunft
Karl August war der Sohn des Kaufmanns Carl Deinhard, dem Leiter der Londoner Niederlassung der Sekt- und Weinkellerei Deinhard, und dessen Ehefrau Clara, geborene Müller. Nach dem frühen Tod seines Vaters im Jahre 1850 kehrte die Mutter mit den drei Kindern zurück nach Deutschland.

### Militärkarriere
Am 24. April 1856 trat Deinhard als Kadettenaspirant in die Preußische Marine ein und erreichte bis 20. Februar 1868 den Rang eines Kapitänleutnants. Am 17. Februar 1874 wurde er zum Korvettenkapitän befördert. Als Kommandant der Kreuzerfregatte Bismarck der Kaiserlichen Marine bekräftigte er zwischen 1878 und 1880 im Konflikt um Samoa die deutschen Ansprüche auf die Samoa-Inseln und setzte Malietoa I. als König ein.
Deinhard wurde am 22. März 1880 zum Kapitän zur See befördert und befehligte später verschiedene Panzerschiffe, bevor er am 15. November 1887 Konteradmiral und später Inspekteur der II. Marineinspektion wurde. Als Chef des Kreuzergeschwaders leitete er 1888 die Blockade in Ostafrika bei der Unterdrückung des sog. Buschiri-Aufstands. Am 27. Januar 1890 wurde er Vizeadmiral und nur wenig später erhielt er den Oberbefehl über die Manöverflotte dieses Jahres. Am 16. März 1890 wurde er vom Posten als Chef des Kreuzergeschwaders abkommandiert. Mitte April 1890 erhielt Deinhard die Genehmigung zur Annahme des Bath-Ordens (Knight Commander).
Am 11. August 1892 wurde er zum Chef der Marinestation der Nordsee in Wilhelmshaven ernannt, aber schon am 4. Oktober 1892 starb er dort an den Folgen der aus Ostafrika mitgebrachten Malaria.
Die Thorner Presse berichtet in ihrer Ausgabe vom 9. Oktober 1892:

Wilhelmshafen, 7. Oktober [1892]. Der Extrazug mit der Leiche des Vizeadmirals Deinhard ist um 10 Uhr vormittags nach Bremen abgefahren. Vorher fand um 9 Uhr in Anwesenheit des Admirals Freiherrn von der Goltz eine feierliche Trauerparade statt, welche Contreadmiral Oldekop kommandierte. Als der Zug mit dem Leichenkondukt sich in Bewegung setzte, wurde von einer Batterie auf dem Artillerie=Schulschiff „Mars“ der Trauersalut abgefeuert.

### Familie
Am 11. November 1890 heiratete Deinhard die bremische Konsuls- und Kaufmannstochter Minna Leupold. Aus dieser Ehe gingen die Kinder Wilhelmine, bei der Kaiser Wilhelm II. Taufpate war, und Carl hervor.

## Ehrung
Die Kriegsmarine benannte ihm zu Ehren das beim deutschen Überfall auf Norwegen erbeutete kleine norwegische Torpedoboot Laks in Admiral Deinhard um.